# Mezimolekulární karbenoidová cyklopropanace
Mezimolekulární karbenoidová cyklopropanace je organická reakce, při níž vzniká cyklopropanový kruh z karbenoidu a alkenu. Zvláštním případem je Simmonsova–Smithova reakce, kde se jako kov využívá zinek.
Cyklopropany lze vytvořit reakcemi karbenoidů (získaných z diazosloučenin, přechodných kovů) a alkenů. Přestože je vnitromolekulární provedení takových reakcí známo od roku 1961, tak byly chemo- a stereoselektivní mezimolekulární cyklopropanace katalyzované kovy vyvinuty později. Nejčastějšími katalyzátory jsou komplexy karboxylátů, například octanu rhodnatého. Enantioselektivní cyklopropanace obvykle využívají předem vytvořené komplexy  chirálními ligandy.

## Mechanismus a stereochemie
Přesný mechanismus není znám, na základě rozdělení produktů a stereoselektivity byla ale vytvořena přibližná podoba. Atakem diazosloučeniny na kovové centrum vznikne zwitteriontový alkylový komplex, ze kterého se odštěpí dusík za vzniku karbenového meziproduktu. Adicí tohoto karbenu na alken (aniž by došlo k přímému navázání alkenu na kov) se vytvoří cyklopropanový produkt. Konfigurace alkenu zůstává zachována, ale karbeny, jejichž molekuly mají heterotopní strany, mohou vytvořit směsi několika diastereomerů.
Konfiguraci produktu určuje dráha, po které se alken přibližuje ke karbenu. Při reakcích monosubstitovaných karbenů s koncovými alkeny bývá dvojná vazba uhlík–uhlík u alkenu téměř rovnoběžná s dvojnou vazbou kov-uhlík u karbenu a R skupina alkenu míří směrem od substituentu karbenu. U reaakcí vinylovaných karbenů byl navržen model, kde se alken přibližuje s dvojnou vazbou kolmo na vazbu kov-uhlík v karbenu.

### Stereoselektivní provedení
Stereoselektivní přípravy cyklopropanů z diazokarbonylových sloučenin a alkenů mohou být založeny na předem připravených rhodiových katalyzátorech, nebo na chirálních pomocnících navázaných na diazokarbonyly; vysoce účinným katalyzátorem takových reakcí je například Rh2[S-DOSP]4.
K diastereoselektivním cyklopropanacím s využitím diazoesterů lze použít chirální pomocníky odvozené od chirálních alkoholů (například pantolaktonu).

## Rozsah a omezení
Cyklopropanace alkenů diazokarbonylovými sloučeninami jsou většinou katalyzovány sloučeninami rhodia, ale původně se používaly komplexy mědi. Při katalýze rhodiem lze jako substráty použít alkeny s vysokou, střední, i nízkou elektronovou hustotou.
Diazoacetáty obsahující jedinou karbonyl skupinu navázanou na diazouhlík lze použít s mnoha různými alkeny. Diastereoselektivita ve prospěch (E)- cyklopropanů roste s velikostí esterové skupiny. Diastereoselektivitu zlepšuje také zvýšení elektronové hustoty na katalyzátoru (například nahrazením acetátových skupin acetamidovými).
Diazokarbonylové sloučeniny substituované dvěma skupinami odtahujícími elektrony, například diazomalonáty, jsou při cyklopropanacích náchylné k vedlejším reakcím; pozorovány byly produkty [3+2] cykloadicí a C-H insercí.
Diazoacetáty s vinylovými nebo arylovými substituenty na diazouhlících nereagují s trans-alkeny. Reakce těchto substrátů jsou velmi selektivní ve prospěch (E)-cyklopropanů.
Vinyldiazoacetaáty reagují s dieny za tvorby divinylcyklopropanů, které vstupují do Copeových přesmyků, vytvářejících cykloheptadieny; přitom přednostně reagují více substituované dvojné vazby dienů.
Furany reagují s vinyldiazoacetátry podobně, ale cyklopropanový meziprodukt se kromě Copeova přesmyku může také přeměnit na otevřenou nenasycenou karbonylovou sloučeninu. Rozdělení produktů je výrazně ovlivňováno substituenty na furanovém kruhu.
Pyrroly s vinyldiazoacetáty vytváří cykloheptadieny obsahující dusíkové můstky. Při použití methyllaktátových chirálních pomocníků lze dosáhnout dobré diastereoselektivity v tandemech cyklopropanací s Copeovými přesmyky na pyrrolech s navázanými terc-butoxykarbonylovými chránicími skupinami.

## Využití
Enantioselektivní mezimolekulární karbenoidové cyklopropanace se používají při výrobě chirálních cyklopropanových antibiotik, jako je cilastatin.
Spojení cyklopropanace a fragmentace je součástí výroby kyseliny 12-hydroxyikosatetraenové.

## Srovnání s jinými postupy
Často používanou alternativou cyklopropanací katalyzovaných rhodiem je Simmonsova-Smithova cyklopropanace, využívající karbeny odvozené od diethylzinku a dijodmethanu. Za přítomnosti chirálních diaminů jsou Simmonsovy-Smithovy cyklopropanace enantioselektivní, i když jsou selektivity nižší.
Substituované zinkové karbenoidy je možné připravit z odpovídajících ketonů či aldehydů podobným mechanismem jako u Clemmensenových redukcí. Takovéto cyklopropanace alkenů mívají střední hodnoty diastereoselektivity i výtěžnosti.
Při cyklopropanacích katalyzovaných rhodiem lze použít i jiné diazosloučeniny než diazokarbonyly; avšak s těmito substráty se ale zpravidla obtížněji nakládá, protože jsou méně stálé než diazokarbonyly; z tohoto důvodu se v organické syntéze nepouřívají často.

## Podmínky a provedení

### Obvyklé podmínky
Diazosloučeniny jsou toxické a výbušné, reakce je tak třeba provádět v digestoři.
Komplexy rhodnatých karboxylatů se snadno připravují a na vzduchu jsou neomezeně stálé. Při reakcích často dochází k dimerizacím karbenů, kterému se dá zabránit pomalým přidáváním diazosloučeniny nebo použitím velkého přebytku alkenu. Reakce se provádějí v inertních atmosférách za nepřítomnosti vody a nejčastějším rozpouštědlem je dichlormethan, rozpouštědlo ale může výrazně ovlivnit enantioselektivitu asymetrických cyklopropanací.

### Příklad reakce[9]
Směs styrenu (44,2 g, 424 mmol) a Rh2(S-DOSP)4 (1,58 g, 0,85 mmol) v pentanu (350 ml) byla míchána v argonové atmosféře při −78 °C. Do roztoku byl po 30 minutách přidán methyl-(E)-2-diazo-4-fenyl-3-butenoát (17,2 g, 84,8 mmol) v pentanu (0,12 M) a reakční směs byla dále míchána po 24 hodin. Směs byla ve vakuu zakoncentrována a přečištěna na silikagelu pomocí směsi diethyletheru a petroletheru za vzniku (1S,2S)-methyl-2β-fenyl-1β-[2-(Z)-styryl]cyklopropan-1α-karboxylátu (16,05 g, 68 %).